# 班·巴恩斯
班·巴恩斯（英語：Ben Barnes，1981年8月20日—）是一位英國男演員。他曾出現在影集跟，也在《星塵傳奇》、《俄國混混在倫敦》跟《納尼亞傳奇：賈思潘王子》幾部電影中演出。

## 學歷
班是英皇學院的畢業生，與他同期的有電影演員卡力·阿達拉跟喜劇演員Tom Basden，1997-2003年曾是英國國家音樂劇院學院一員，2004年從倫敦金斯頓大學（Kingston University）畢業，主修戲劇與英國文學，曾與艾莉森·杜迪（Alison Doody），和亞當·嘉西亞（Adam Garcia）為攝影師拍攝照片，曾經短期組過一個叫的男孩，他的樂團曾在2004年的英國星光大道（Eurovision Song Contest）演出他們自己的歌，媽媽是個心理治療師擁有一半的非裔加勒比海跟一半的英格蘭血統，而爸爸是個精神科醫師擁有絕大多數的英格蘭血統加上威爾斯跟德國血統，父母教他要以當個認真的演員為目標之前要先去上大學。

## 經歷
在2008年6月/7月所發行的《CosmoGIRL!》雜誌透露，他在是後備歌手，在2006年開始在電視中嶄露頭角，他的電影處女作是2007年的星塵傳奇，在片中飾演寫實的，之後演出的，此片在2008年8月於美國上映。
《納尼亞傳奇：賈思潘王子》的導演安得魯·安德森在2007年2月宣布班恩斯將在《納尼亞傳奇：賈思潘王子》中演出賈思潘一角，製作小組進行試鏡面試超過1年，進行試鏡招慕的國家包括：阿根廷、義大利、法國、西班牙、英國等。在一個偶然機會下，試鏡導演在英國的國家劇院中欣賞舞台劇時，發現光芒四射的巴恩斯，便力薦給身在澳洲進行選角的導演，特別安排雙方在英國和澳洲之間的中間點――美國洛杉磯會面。在試鏡時，因為角色有大量的騎馬戲份，導演查問巴恩斯是否有過騎馬，班恩斯當時回答有，當他回家詢問母親，才得知自己只在幾歲的時候騎過一次迷你馬。後來巴恩斯得到角色，卻因此要為他安排整整一個月的騎馬訓練。大學畢業後，成為全職舞台劇演員，參與多個大型演出。被《納尼亞傳奇：賈思潘王子》試鏡導演發掘之時，他正於被譽為全球最高水準、有話劇聖地之稱的倫敦西區劇院中演出《The History Boys》。
安德森說:「賈思潘是個成年人，在某些程度這是一個喪失天真的故事，賈思潘開始時十分的天真，之後很渴望報仇，但到最後放棄報仇了。」當許多的讀者把賈思潘想像成一個小孩子，小說中的一節曾提到他的年齡與彼得的年紀相近，所以要找一個老一點的演員與威廉·莫斯利相配，巴恩斯曾在小時候讀過小說，在與電影製片開會後在三個半星期被選為飾演賈思潘一角，他為了準備拍攝花了兩個月的時間在紐西蘭訓練騎馬技術和訓練特技，巴恩斯的西班牙口音是以曼迪‧帕汀金在《公主新娘》中飾演的為藍本，安德森根本沒有預期要找一個英國演員來飾演賈思潘，還說巴恩斯更適合當亞當斯和四個飾演佩文的演員的家人，因為他使每個見到他的人都歡喜，當在扮演賈思潘時，巴恩斯正準備與國家大劇院（Royal National Theatre） 的《高校男生》巡迴演出，製作人馬克·強森向巴恩斯開玩笑的說：「現在可能不是國家『劇院』最喜歡的演員。」，巴恩斯離開英國時並沒有告訴劇院。
巴恩斯在六月將到世界各地工作去宣傳賈思潘王子，他也準備在納尼亞傳奇電影系列第三集納尼亞傳奇：黎明行者號再次演出(這次將飾演賈思潘國王，賈思潘十世) ，拍攝將在2008年10月展開，預計在2010年5月7日在美國上映。
他在2009年演出《Easy Virtue》飾演約翰·惠特克（John Whittaker），巴恩斯也在奧斯卡·王爾德的美少年格雷的畫像來飾演道林·格雷（Dorian Gray），由奧利弗·帕克（Oliver Parker）來當導演，在2009年上映。

## 演藝作品

### 電影
| 年份 | 名稱                        | 角色              | 附註 |
| ---- | --------------------------- | ----------------- | ---- |
| 2007 | 星塵傳奇 （Stardust）               | Young Dunstan     |      |
| 2008 | Bigga Than Ben              | Cobakka           |      |
| 2008 | 納尼亞傳奇：賈思潘王子 （The Chronicles of Narnia: Prince Caspian） | Prince Caspian X  |      |
| 2008 | 愛，隨心所欲 （）           | John Whittaker    |      |
| 2009 | 不死魔咒 （Dorian Gray）               | Dorian Gray       |      |
| 2010 | Locked In                   | Josh              |      |
| 2010 | 納尼亞傳奇：黎明行者號 （The Chronicles of Narnia:The Voyage of the Dawn Treader） | King Caspian X    |      |
| 2011 | 少年U2的搖滾旅程 （）       | Neil McCormick    |      |
| 2012 | 跨越世紀的情書 （）         | Young Man         |      |
| 2013 | 婚禮大聯矇 （The Big Wedding）             | Alejandro Griffin |      |
| 2014 | By the Gun （）             | Nick Tortano      |      |
| 2015 | Jackie & Ryan （）          | Ryan              |      |
| 2015 | 第七傳人 （Seventh Son）               | Tom Ward          |      |

### 影集
| 名稱                                         | 角色            | 電視台  | 播放日期       |
| Doctors (Facing Up)                          | Craig Unwin     | BBC One | 2006年2月20日  |
| Split Decision                               | Chris Wilbur    | CPDT    | 2006年9月      |
| Sons of Liberty                              | 塞缪尔·亚当斯   | History | 2015年1月25日  |
| 西方極樂園 (Westworld)                                | 羅根·迪洛斯     | HBO     | 2016年10月     |
| 漫威制裁者 (The Punisher)                                | 比利·羅素       | Netflix | 2017年11月     |
| Gold Digger                                  | Benjamin Greene | BBC One | 2019年11月12日 |
| 太陽召喚                                     | 凱利根將軍      | Netflix | 2021年4月23日  |
| 吉勒摩·戴托羅之珍奇櫃 (第5集 皮克曼的模特兒) | 威廉·瑟伯       | Netflix | 2022年10月27日 |

## 外部連結
- Ben Barnes在互联网电影资料库（IMDb）上的資料（英文）
- Ben Barnes （页面存档备份，存于） on Facebook
- Ben Barnes （页面存档备份，存于） on Twitter
- Ben Barnes （页面存档备份，存于） on Instagram